# Бигеней
Бигеней — деревня в Селтинском районе Удмуртской республики.

## География
Находится в западной части Удмуртии на расстоянии приблизительно 15 км на запад-юго-запад по прямой от районного центра села Селты.

## История
Известна с 1891 года как выселок Прой-Болма. В 1893 году здесь (выселок Пройболмыинский) учтено 20 дворов, в 1905 — 30, в 1924 (уже починок Бегеней) — 39. С 1932 года деревня, с 1935 — Бигеней. До 2021 года входила в состав Халдинского сельского поселения.

## Население
Постоянное население составляло 165 жителей (1893 год), 244 (1905), 268 (1924), 25 человек в 2002 году (русские 100 %), 6 в 2012.